# Herbert Engelsing
Herbert Wilhelm Engelsing, detto Enke (Overath, 2 settembre 1904 – Costanza, 10 febbraio 1962), è stato un avvocato tedesco, cattolico, esponente di destra e combattente della resistenza contro il regime nazista.
Dall'ascesa del regime nazista si trovò nell'impossibilità di lavorare come avvocato, trovò invece lavoro nell'industria cinematografica tedesca come produttore cinematografico con la Tobis Film. Nel 1938, lui e sua moglie Ingeborg divennero amici intimi di Libertas e Harro Schulze-Boysen. ,i dedico più al mondo cinematografico che a quello della resistenza ma liniquest'ultimo ambito introdusse olte nuove persone nell'organizzazione, meediònegli accordi e foornìdei luoghi sicuri per gli incontri. Sopravvisse alla guerra e si trasferì negli Stati Uniti con la moglie nel 1947, Herbert non ottenne la residenza a causa di false accuse, era infatti considerato a capo di una cellula dormiente sovietica.

## Biografia
Herbert studiò legge, letteratura e storia dell'arte, conseguì il dottorato in legge. Nel 1938 sposò Ingeborg Kohler, donna proveniente da un'importante famiglia di avvocati berlinesi. La coppia si fidanzò nel 1936, Ingeborg fu classificata come mezza ebrea (Mischling). Quando si presentò all'esame delle caratteristiche razziali, e nonostante il fotografo cercasse di ritrarla alta, bionda e snella, le fu negato il permesso di sposarsi. La coppia cercò aiuto e lo ottenne grazie all'attrice Käthe Dorsch, amica d'infanzia di Hermann Göring che riuscì a convincerlo a presentare il caso della coppia a Hitler. Finalmente, nel settembre del 1937, la coppia ottenne il permesso e si sposò in Inghilterra, dal matrimonio nacquero il figlio, Thomas (16 agosto 1938) e la figlia, Catherine (9 settembre 1941).
A partire dal 1943, e nei due anni successivi, la coppia si trasferì numerose volte per evitare che Ingeborg venisse arruolata nelle unità di lavoro femminile del Reich (Berufsausbildungsprogramm Ost): queste unità furono introdotte dal Ministro dell'Economia del Reich Walther Funk nel 1943 e avrebbero comportato l'assegnazione di Ingeborg a un'unità agricola nella Polonia occupata.

### Carriera
Nel 1935 divenne avvocato presso la società cinematografica Tobis; quando la Tobis fu epurata dai nazisti, nel 1937 gli fu offerto un posto di direttore dei gruppi di produzione (Herstellungs-Gruppenleiter) che comportò una riqualificazione: mantenne il diritto di esercitare la professione di avvocato, entrando a far parte dello studio di Carl Langbehn, un noto e importante studio legale.
Fu responsabile della distribuzione dei film, come la commedia allegra Allotria di Willi Forst, prodotta nel 1936. Ricoprì una posizione analoga presso diverse case cinematografiche fino alla fine della guerra, nel 1945. Tra i film di Engelsing figurano le produzioni di Serenade (1937) e Bel Ami del 1939, ma anche i film di propaganda nazista Der Fuchs von Glenarvon, Mein Leben für Irland e Jakko. Tra il 1937 e il 1944, fu produttore esecutivo di altri trentaquattro film. Il suo successo fu sufficiente per mantenere una propria divisione nel 1942 quando la Tobis Films perse la propria indipendenza a seguito della fusione con Terra, Bavaria Film e Wien-Film per formare la UFA GmbH. Tra gli amici di Engelsing vi erano gli attori Heinz Rühmann e Theo Lingen; Engelsing era vicino a molti membri della comunità cinematografica di Babelsberg, sede dello Studio Babelsberg. Molti di loro si opposero al nazismo e lavorarono per aiutare le vittime del regime.

## Resistenza
Herbert e Ingeborg Engelsing durante la guerra furono entrambi antinazisti attivi nella resistenza. Raccolsero e distribuirono il cibo agli ebrei più abbienti e anche alle persone che non erano in possesso delle tessere annonarie e dei documenti d'identità.
Nel 1938, gli Engelsing incontrarono la coppia Harro Schulze-Boysen e Libertas Schulze-Boysen a una festa organizzata da un amico comune: da quel momento divennero buoni amici e iniziarono a incontrarsi frequentemente. Ingeborg divenne particolarmente amica di Libertas, che le confidò il suo passato un po' scandaloso, la fuga della madre con il suo insegnante d'arte e il divorzio dei genitori, Ingeborg fu spesso tenuta all'oscuro delle attività del gruppo perché il fatto di essere una giovane madre ed ebrea la rendeva particolarmente vulnerabile.
Nel 1939, gli Engelsing introdussero nel gruppo Maria Terwiel e il suo futuro fidanzato Helmut Himpel, Himpel era stato il dentista della famiglia Engelsing per diversi anni infatti Herbert lo raccomandò ai suoi amici e ciò lo portò a costruire la sua carriera come dentista delle star del cinema tedesco. Herbert introdusse nel gruppo anche l'industriale Hugo Buschmann, fervente antinazista che prese in affitto uno degli appartamenti degli Engelsing a Grunewald dove gli Engelsing si trasferirono nel 1939.
Nel 1940, Adam e Greta Kuckhoff incontrarono Harro e Libertas Schulze-Boysen a casa degli Engelsing. Il 12 e 13 maggio 1940, la coppia trascorse il fine settimana al castello di Liebenberg, la casa di famiglia di Libertas Schulze-Boysen, dove furono raggiunti dagli Schumacher, da Günther Weisenborn e da altri amici. Durante quel fine settimana, il gruppo discusse la realizzazione dei volantini e strutturò la distribuzione. Dopo la guerra Weisenborn affermò che Engelsing, che aveva familiarità con il cinema e con le figure politiche, incoraggiò il nostro lavoro ogni volta che poteva. Fu un cosiddetto uomo di contatto, il che significò che l'organizzazione utilizzò le conoscenze che aveva con le figure chiave del Terzo Reich. All'inizio del 1941, quando Schulze-Boysen iniziò lo spionaggio per l'Unione Sovietica, Engelsing ruppe la loro amicizia, ritenendolo un atto di tradimento.
Alla fine della guerra, nell'estate del 1944 girò il suo ultimo film di intrattenimento con il regista Gustav Fröhlich sull'isola di Mainau, sul lago di Costanza, e portò la sua famiglia da Berlino al sicuro sul lago di Costanza. Nella primavera del 1945, gli agenti del Counter Intelligence Corps dell'esercito americano, contattarono Herbert e lo utilizzarono come fonte di informazioni sui membri dello Stato nazista. All'inizio del 1950, si rese disponibile come testimone nel procedimento preliminare contro l'allora rappresentante dell'accusa nel processo dell'Orchestra Rossa, l'apologeta nazista Manfred Roeder, ma tuttavia il procedimento fu interrotto.

## Nel dopoguerra
Prima della fine della guerra Herbert si trasferì da Berlino a Costanza, all'epoca nella zona di occupazione francese in Germania.
Fu ammesso all'albo dei tribunali militari francesi nel 1945, dove fu uno dei due avvocati ammessi all'esercizio della professione e nell'autunno del 1945 fu assunto dal tribunale distrettuale di Costanza. Gestì uno studio di diritto penale e civile. Oltre ai consueti mandati, rappresentò anche le vittime dell'arianizzazione nazista e le famiglie sinti tedesche e francesi nei procedimenti per risarcimento, assunse anche mandati per alcuni ex leader economici militari della Germania sud-occidentale nei procedimenti di denazificazione.
Nel marzo del 1947, Ingeborg emigrò con la famiglia a Berkeley, in California, dove nel 1939 si erano già trasferiti i suoi genitori e fece immediatamente richiesta di cittadinanza americana. Herbert giunse negli Stati Uniti nel dicembre del 1947. I tentativi di Herbert di riprendere piede nel mondo del cinema fallirono. Engelsing rimase avvocato fino alla sua morte prematura avvenuta nel 1962.

### Approfondimenti
- (DE) Kay Weniger, Das große Personenlexikon des Films die Schauspieler, Regisseure, Kameraleute, Produzenten, Komponisten, Drehbuchautoren, Filmarchitekten, Ausstatter, Kostümbildner, Cutter, Tontechniker, Maskenbildner und Special Effects Designer des 20. Jahrhunderts, 2: C – F., Berlin, Schwarzkopf & Schwarzkopf, 2001,  p. 558, ISBN 9783896023407.
- (DE) Stefan Roloff e Mario Vigl, Die Rote Kapelle : die Widerstandsgruppe im Dritten Reich und die Geschichte Helmut Roloffs, Munic, Ullstein Taschenbuchvlg Verlag, 2002, ISBN 9783550075438.
- (DE) Silke Kettelhake, Erzähl allen, allen von mir : Das schöne kurze Leben der Libertas Schulze-Boysen 1913-1942., München, Buch & media, 2014, ISBN 9783869065618.
- (DE) Ingeborg Malek-Kohler, Im Windschatten des Dritten Reiches : Begegnungen mit Filmkünstlern und Widerstandskämpfern, Freiburg, Herder, 1986, OCLC 1086306336.
- (DE) Michael Verhoeven, Paul, ich und wir : die Zeit und die Verhoevens, Berlin, Ullstein, 2005, ISBN 9783550078606.